# Denise Fernandes
Denise Fernandes (Lisboa,1990) é uma cineasta e argumentista portuguesa, a sua primeira longa-metragem recebeu o prémio de Melhor Projecto de Primeira Obra pela Sociedade Suíça dos Autores.     

## Biografia
Filha de pais cabo-verdianos, nasceu em 1990 na capital portuguesa e cresceu perto de Locarno, no lado italiano da Suíça. 
Estudou em Lugano, no Conservatório Internacional de Ciências audiovisuais (CISA) onde formou-se em realização e produção cinematográfica, em 2011.  A curta-metragem com que se diplomou, estreou no Festival Internacional de Cinema de Locarno desse ano. 
Entre 2011 e 2013, frequenta a Escola Internacional de Cinema e TV de Cuba e lá realiza a premiada curta Pan Sin Mermelada. 

## Prémios e Reconhecimento
Pan sin mermelada, realizada em Cuba, é premiada no Festival Internacional de Winterthur e nomeada para o prémio Upcoming Talent do Solothurn Festival. 
Em 2016, o projecto para a sua primeira longa-metragem rodada em Cabo Verde, Hanami, é seleccionado para  o Solothurn Talent Lab desse ano e a Sociedade Suíça dos Autores (SSA) atribui-lhe o prémio de Melhor Projeto de Primeira Obra. 
Com Nha Mila, uma curta-metragem que conta com a participação da actriz Cleo Tavares, foi premiada, em 2020, com o Vila do Conde Short Film Candidate for the European Film Awards no Festival Curtas Vila do Conde e nomeada para o prémio Golden Pardino do Festival Internacional de Cinema de Locarno. 
Dois anos mais tarde, em 2022, integrou o grupo de oito realizadores que criaram os NFT's que aparecem na colecção de selos Swiss Crypto Stamp 2.0 dos correios suíços. 
Foi distinguida, em 2024, com o Prémio Melhor Cineasta Emergente, pela sua longa metragem Hanami, na competição paralela Cineastas do Presente, no Festival de Locarno. Em 2025, é novamente premiada por este filme, desta vez com o Prémio Ingmar Bergman, no Festival de Cinema de Gotemburgo.

## Filmografia
Realizou: 
- 2009 - The Eve Show
- 2010 - Lei
- 2011 - Una Notte
- 2012 - Pan sin mermelada
- 2013 - Idylium
- 2020 - Nha Mila
- 2024 - Hanami

## Ligações Externas
- Trailer | Curta metragem: Nha Mila (2020)
- Curtas do Vila do Conde | Denise Fernandes entrevistada por João Araújo (2020)
- Crypto Stamp 2.0 ! Denise Fernandes: Harmony in diversity